# L&YR Third Class Saloon 44
Die Großraumwagen mit Drehgestellen der 3. Klasse (im Englischen mit Third Class Saloon bezeichnet) nach Musterblatt 44 der britischen Lancashire and Yorkshire Railway (L&YR) wurden ab 1900 gebaut.

## Geschichte
1900 und 1901 entstanden in den bahneigenen Werkstätten der L&YR in Newton Heath insgesamt sechs Großraumwagen der 3. Klasse mit zweiachsigen Drehgestellen. Diese hatten zwei getrennte Bereiche mit jeweils 28 Plätzen und einer Toilette und konnten von größeren Reisegruppen reserviert werden. Die Wagen hatten, außer dem 1900 gebauten Wagen 2509, einen Wagenübergang.
Mit der Übernahme der L&YR durch die London and North Western Railway (LNWR) 1922 gingen die Wagen an die LNWR über. Ein Jahr später beim Inkrafttreten des Railways Act 1921 und dem damit verbundenen Zusammenschluss mehrerer Eisenbahngesellschaften zur London, Midland and Scottish Railway (LMS) wurden alle sechs Wagen von der neuen Gesellschaft übernommen. Ab 1934 wurden die ersten Exemplare ausgemustert. Ein Wagen kam 1948 noch zu British Railways, wo er bis Oktober 1953 im Einsatz war.

## Lackierung und Beschriftung
Die Wagenkästen waren wie alle Personenwagen der L&YR ab 1883 in einem sehr dunklen lilabraun (im Englischen mit dark purple brown bezeichnet) und einem zimtfarbenen Fensterband lackiert und hatten goldgelbe Zierlinien und Beschriftungen. Die Stirnseiten waren komplett lilabraun und die Dächer waren in einem sehr hellen grau, das offiziell als „weiß“ bezeichnet wurde, gestrichen. Fahrgestelle und alle anderen Metallteile wurden schwarz lackiert.